# Michelozzo
Michelozzo di Bartolomeo Michelozzi (Firenca, 1396. – Firenca, 1472.) bio je talijanski ranorenesansni arhitekt i kipar, koji je prvi donio ideje renesanse iz Firence u Dubrovačku Republiku  i na istočnu obalu Jadrana.

## Životopis
Michelozzo je bio sin krojača, burgundskog doseljenika u Firencu. Kiparstvu se učio u radionici Lorenza Ghibertija, s Ghibertijem je radio na dekoraciji crkve Orsanmichele i na sjevernim brončanim vratima za firentinsku krstionicu (1420.)
S Donatellom je između 1422. – 1428. radio na grobnici za protupapu Ivana XXIII. u firentinskoj krstionici. Od 1428. – 1438. opet s Donatellom radi na ugaonoj propovjedaonici na pročelju katedrale sv. Stjepana u Pratu. 
Michelozzo je bio miljenik i osobni prijatelj firentinskog vladara Cosima Medicija, s kojim je zajedno pobjegao u Veneciju 1433. za njegova kratkog izgnastva. Za tog kratkog boravka u Veneciji, produbilo se njihovo prijateljstvo i Michelozzov interes za arhitekturu.

Nakon povratka u Firenzu, Michelozzo je između 1436. – 1443. radio na temeljnoj rekonstrukciji dominikanskog samostana San Marco (danas Nacionalni muzej San Marco). 
Osobito je domljivo riješio samostansku knjižnicu, to je trobrodna longitudinalna prostorija, podjeljena jonskim stupovima i kamenim lunetama, dobro osvjetljena velikim bočnim prozorima. Ovaj tip knjižnice postao je obrazac za kasnije renesansne knjižnice.

Od 1444. radi na preuređenju firentinske crkve sv. Blagovjesti (Santissima Annunziata), on je staru tobrodnu gotičku crkvu pregradnjom, pretvorio u jednobrodnu crkvu s bočnim kapelama, koju je ukrasio zajedno s drugim kiparima svoga vremena, njegov rad je još uvijek dobro očuvan usprkos baroknoj obnovi crkve.

Michelozzov najznačajniji arhitektonski objekt u Firenci je Palača Medici (zvana i Palača Medici Riccardi) on je tu palaču gradio od 1444., a dovršio ju je oko 1460. godine. Medicijima se zapravo nije dopao projekt Filippa Brunelleschija koji im je izgleda bio suviše pretenciozan, i podsjećao ih na raskošne vile iz rimskog carstva, zbog tog su izgradnju vlastite palače povjerili manje znanom Michelozzu. On je tu palaču izgradio u tipičnom ranorenesansnom firentinskom stilu,  mješavini između visoke gotike i renesanse.
 
Ta građevina još uvijek ima rustikalnu obradu prizemlja (prozore u prizemlju kasnije je dodao Michelangelo) i zapravo je još uvijek utvrda, ali je prvi kat zato već prozračniji i lakši s nizom bifora, i odaje da se radi o vili za stanovanje i uživanje, drugi kat nalikuje prvom. Zgrada završava vrlo istaknutim krovnim vjencem poput neke kape, i tako ističe sve tri etaže. Ta palača postala je uzor za sve kasnije firentinske palače punih 100 godina. Michelozzo je paralelno s radom na medičejskoj palači radio i na izgradnji firentinskog Duoma.
Za Cosima Medicija je podigao brojne građevine, između ostalog i dvije ladanjske vile; jednu u Careggiju i drugu u Cafaggiolu (San Piero a Sieve) tu je zapravo preuredio stari utvrđeni dvorac u ladanjsku vilu 1452. Između 1458. i 1461. podigao je za Giovannija de' Medicija (Cosimovog sina), veliku ladanjsku vilu u Fiesolu (za ovu ipak nije baš potpuno sigurno da je to djelo Michelozza). 

Sve do nedavno držalo se za potpuno sigurno da je on podigao medičejsku banku i kapelu Portinari u Bazilici sv. Eustorgio u Milanu i na taj način prenio firentinsku renesansu na talijanski sjever, međutim u novije vrijeme ti radovi se pripisuju kiparu i arhitektu Guiniforteu Solariju.
Između 1461. 1464. Michelozzo je prihvatio ponudu Dubrovačke Republike da im pomogne u projektiranju obrambenih objekata u Stonu i Dubrovniku, jer se Dubrovačka Republika tad našla na udaru prodora Turaka u Europu. U Stonu je podignuo najdulje srednjovjekovne zidine toga vremena u cijeloj Europi. U Dubrovniku je radio na Kuli Minčeta i Kuli Bokar.
Kako je dubrovački Knežev dvor teško stradao 1463. za eksplozije baruta, dubrovačko Veliko vijeće zatražilo je od Michelozza da im projektira novi Knežev dvor. No kad im je Michelozzo ponudio svoju viziju prave lepršave renesansne palače, konzervativno dubrovačko Veliko vijeće odbilo je njegov projekt, jer se njima ipak više sviđala staromodnija venecijanska gotika (na koju su bili navikli, i koja im je bila uzor ljepote) nego firentinska novotarija (ali i zbog puno većih troškova). Razljućen tim odbijanjem Michelozzo je napustio Dubrovnik  5. svibnja 1464. i prepustio drugim graditeljima da dovrše njegove projekte (Juraj Dalmatinac, Salvi di Michele).

### Neka od najvažnijih Michelozzovih djela
- Pregradnja crkve sv. Blagovjesti (Santissima Annunziata), (Firenca 1444.)
- Palača Medici (Medici-Riccardi), (Firenca 1444. – 1464.)
- Dominikanski samostan San Marco (Nacionalni muzej San Marco), (Firenca 1440)
- Voditelj gradnje na firentinskom Duomu, (Firenca 1296. – 1472.)
- Vila Medici, Careggi
- Vila Medici, Cafaggiolo
- Kula Minčeta, (Dubrovnik 1461. -projekt)

## Pogledajte i ove stranice
- Stonske zidine
- Dubrovačke gradske zidine

## Vanjske poveznice
- Michelozzo Michelozzi na portalu The Florence Art Guide (engl.)
- Michelozzo Michelozzi na portalu Life on an Artist (engl.)
- Slike Palače Medici-Riccardi na portalu Mary Ann Sullivan (engl.)